# نیکو زهنر
نیکو زهنر (انگلیسی: Nico Zahner؛ زادهٔ ۲ اوت ۱۹۹۴) بازیکن فوتبال اهل آلمان است.
از باشگاه‌هایی که در آن بازی کرده‌است می‌توان به باشگاه فوتبال وی‌اف‌آر آلن اشاره کرد.